# アリーズ
『アリーズ』は、冬木るりかのファンタジー漫画。『月刊プリンセス』にて連載された。

## 概要
ベースのギリシア神話は、冥府の神―ハデスをメインに据えているがグノーシス主義とは違い、作者が独自に解釈・想像した設定となっている。初期は読み切りとして描かれたが、後に連載になってしまった為、1話と以後の話では設定に変更が出た。1990年には、1話の内容がVHSにてOVA化される。
『プリンセスGOLD』2006年11＋12月号より、続編『アリーズII〜蘇る星座宮〜』が連載。2作の登場人物達の前世を描く神代編が、2と同じ『プリンセスGOLD』にて2012年5月号から2014年4月号で、神代編『アリーズZERO〜星の神話〜』として連載された。

## あらすじ
現代日本の男子高校生―天野 翔とそのクラスメイトの少女―佐倉 亜理沙は、憎まれ口の絶えない仲。だが彼らこそ、現代では歪んで伝えられているが実は相思相愛であったギリシア神話の冥府の王―ハデスとその正妃―ベルセフォネーが転生した姿だった。前世の記憶と能力を覚醒させ、かつてのベルセフォネーの今際の際の願い――転生後の再会と、誰よりも早く自分を見つけ出す――の通りに亜理沙を見つけ出した翔は、ただ静かに亜理沙が覚醒し、晴れて恋人同士に戻れるのを待っていた。だが亜理沙の周りには転生した神々が次々に集まり、その身柄を巡る物騒な事件が頻発するようになってしまう。翔は記憶が戻らぬままの亜理沙を、神代の復活とその覇権を目論む元ゼウス―泉 圭介の率いる一派から守って戦う事になる。
――遥か神話の時代。天上の支配者―ゼウスはある日、ベルセフォネーとその母神―デメテルにベルセフォネーを新たに娶ると告げていた。ゼウスだけを偏愛する母神―レアが、ベルセフォネーによってオリンポスの存続が左右されると予言したからだ。しかし度々訪れて来ていたハデスを慕う我が子の想いを知ったデメテルは、すぐにハデスと打ち合わせ、ベルセフォネーを冥府へ嫁がせる事に成功する。が、ゼウスは諦めず、伝令神―ヘルメスを使ってベルセフォネーを連れ去ってしまう。オリンポスへ攫われたベルセフォネーに、予言を知らぬゼウスの正妃―ヘラはいつものような浮気相手と思い込み、刃を手に襲い掛かった。結果、ベルセフォネー救出にオリンポスへ潜入して来てその場へ現れたハデスを庇い、ベルセフォネーは凶刃に倒れてしまう。件の願いをハデスに残しながら落命したベルセフォネーは、デメテルの手で牡羊座のアリーズとして星座になり、やがて現代に転生したのだ。前世同様、“ティターン神族の命運”も握ったまま…。
前世での弟のポセイドン―一条 鳴海やゼウスの息子のアポロン―紫城 輝に争いの女神―エリスなど、神代関係者の味方を増やしながらゼウスの魔の手を逃れ続ける翔達。辛くもゼウスを下したものの、今度は暗黒神―ディオニュソスが復活してしまう。そこで亜理沙の為にもベルセフォネ―時代の記憶を戻そうとギリシャを訪れた一行が知ったのは、記憶が故意に封印された事実だった。更に前世のデメテル―香月 ゆりえに襲われた翔が、今度はハデスとしての記憶と能力を喪失してしまう。翔に想いを寄せるようになっていた亜理沙は、僅かな記憶を頼りに翔を戻す為、冥府を目指すのだった――。

## 登場人物

### 主人公
佐倉 亜理沙（さくら ありさ） / ベルセフォネー
声 - 川村万梨阿
聖和学園高等部2年生の17歳。母―佐倉 沙織（その他（その他の項目参照））の影響で星占いが得意。学校でも『星座宮クラブ』という占いクラブを作っている。天真爛漫で好奇心旺盛な少女で、翔とは互いに苗字でやり合う喧嘩友達。前世に引き続き“復活の星”と呼ばれ、全能神―ゼウスらに付け狙われる。やがてゼウスらによる数々の不可思議な殺人・誘拐事件から翔が自分を護っていた事に気付き、次第に意識するようになっていく。そんな翔に報いようと必死に覚醒を志すが、総母神―ガイアに与えられた宿命を秘する為にかつての母神―デメテルに幾重もの封印を施されており、物語の終盤までベルセフォネーとして覚醒出来なかった。しかし覚醒後はデメテルと冥王―ハデスの悲恋を知るあまり、ハデスにとってベルセフォネー自体が身代わり――真実愛していたのはデメテルであると誤解してしまい、翔からの愛さえ信じようとはしなかった。
前世ではデメテルの愛娘―ベルセフォネーであり、教母神―レアによる“ティターン神族再興のカギ”を握る者との予言から、オリンポスに引き入れようとしたゼウスに婚姻を迫られるが拒絶。その際にずっと慕っていたハデスへの想いも宣言した事で直ちに冥府入りし、一度は憧れのハデスと結ばれて救われたかに見えた。が、ゼウスの命を受けた伝令神―ヘルメスの嘘に誘い出された末、嫉妬に狂った祝福の女神―ヘラの手に掛かって死んでしまう。その後、デメテルの手により乙女座のヴァルゴではなく牡羊座のアリーズとなった。ゼウスの娘の1人でもある事から、弱いが風の力を操れる。
天野 翔（あまの しょう） / ハデス
声 - 井上和彦
亜理沙のクラスメイトで、天文部の部長。亜理沙にしょっちゅう絡んでは憎まれ口を叩き合っている。両親はギリシャに海外赴任しており、マンションで独り暮らし。肩まで伸びたストレートの黒髪に顔半分がよく隠れており、無愛想さと相俟ってミステリアスな雰囲気を持つ。口が悪く、亜理沙を巡る戦いが激しさを増した事で人とあまり関わるのを好まなかったが、一度懐に入れた者には深い優しさと愚直なまでの誠実さを見せる。ハデス時代の経験からゼウスを嫌悪しているので、ヘラの愛やヘルメスの盲信を始めとしたゼウス配下の者達の心酔振りには、冷たい非難を浴びせている。対して前世での戦友―ヘカーテやレアの情愛は疑っておらず、共闘する鳴海にも強い信頼を寄せている。かつて程に人との繋がり・付き合いを厭う事もなく、やや人を信じ易くなっている模様。中学時代、転生したかつての父神―クロノスに襲われたのをきっかけにハデスとしての記憶と、雷と暗闇を操る能力に目覚めている。
前世での冥王―ハデス時は、6人兄妹の長男。時の神殿で成長を遅らされながら幽閉されて育つが、クロノスの暗殺から逃げ延びた事で実の家族であったレアとゼウスに合流。生き延びる為に兄妹で力を合わせてクロノスを打倒するが、直後にレア殺害未遂の罪を着せられてしまい、ポセイドンと共に落ち延びる事になる。この事件により冥府へ下ったハデスは想い合っていたデメテルと添い遂げる事も叶わず、他の神々や争いに関わるのを厭って地上に出る事も減り、時折デメテルを訪ねるのみになった。しかしベルセフォネーたっての願いにより彼女をゼウスから守る為、后として迎えたが程なくしてオリンポスで彼女を喪ってしまう。
物語当初は亜理沙に危害を加えるものは容赦なく殺したり罰を与える冷酷な性格に描写されていたが、次第に無益な争いは好まず、他人の為に自分を犠牲にするような性格として描かれるようになった。亜理沙の記憶が戻るまでは、亜理沙のことは「佐倉」と苗字を呼び捨て。

### 神代（前世）の関係者
一見すると普通の現代人として世界中に点在しているが、転生した古代ギリシャのオリンポスの神々。前世の記憶を思い出した者はほぼ以前程ではなくとも超能力に目覚めており、その能力も様々。特別なオーラを発していて、同じように転生した者には大体そうと知れてしまう。しかし、意図してオーラを隠す事も一部の神には可能。

#### ハデスの協力者
一条 鳴海（いちじょう なるみ） / ポセイドン
声 - 難波圭一
一条財閥の三男坊で20歳、大学生。覚醒が早かったらしく、豊富な財力も活用して多数の部下を神代関係者であるなしに関わらず駆使し、ゼウスに対抗する。当初は前世同様にゼウスの世界征服に取って代わるという野望を秘め、鍵たる亜理沙の謎を探ろうと翔達を助けるが、やがて翔の存在や生き方に大きな力を感じて本心から協力。現世では年上な事や前世での経緯から、翔に意見したり無茶を叱れる数少ない味方となる。前世の妻―アンフィトリテとの再会を果たすがレアによって人質にされてしまい、翔と戦うよう強要された事で一度は命を落とし掛けたものの、アンフィトリテが自身の命と引き換えに鳴海を救った事で、ゼウス達を止める為に甘さを切り捨てて戦う決意を固めた。
ウェーブヘアに長身の優男風だが、抜け目がなくやや自信家で傲慢。また少々気障で、亜理沙を「お嬢さん」と呼ぶ。水を操り、自身の体を水に変えてどんな隙間も通り抜ける等の使い道も見せる。
前世での海神―ポセイドン時は、好奇心旺盛なハデスの弟。ハデス達と時の神殿から脱出してクロノスを倒すが、直後にレアによってゼウスを主神に据えるのを脅かす存在として、ハデス共々謀反者に仕立て上げられてしまう。海に逃げ延びて海神になった後は、ハデスと違って恨みから度々ゼウスに争いを仕掛けては、撃退されていた。波打ち際で見付けたアンフィトリテに魅せられ、熱烈にアプローチするが素気なく躱されてしまい、イルカを贈った事でやっとその心を射止めて妻に娶る。
紫城 輝（しじょう ひかる） / アポロン
亜理沙達の学園の後輩、中等部2年生。無邪気で悪戯好きだが、質の悪い事を邪気なく引き起こすトラブルメーカー。ゼウスからは後継者として猫かわいがりされているが本人は辟易しており、よく「おっさん」と扱き下ろしている。しかしゼウスへの甘えであって、嫌ってはいない。亜理沙やゆりえを気に入っており、基本的には翔達の味方。が、ゼウス復活後に前世での双子の妹―アルテミスが自分よりプロメテウスを選んだ事で、“神代が戻れば、アルテミスも昔に戻る”との甘言にオリンポス側へ奔った。ゼウスの真意を知ると決別、翔達と共に今の世界を守ると決心した輝は大きく成長し、アルテミスの恋も応援出来るようになる。
明朗快活な太陽神―アポロンであった当時からアルテミスが大好きだが、恋愛感情なのかは不明。ゼウスに最も愛された後継者候補であった事から生母共々ヘラには邪険にされた為、アポロン自身もヘラを嫌っている。
斉藤 理恵（さいとう りえ） / エリス
前世で争いの女神―エリスだった、威勢がよくサバサバしたボブカットの少女。同化した相手の力を底上げする事が可能で、人の心に働き掛けて同士討ちさせる等の術も操る。ゼウスの娘の1人で、敬愛する前世の母のヘラの命を受けてディオニュソスと戦う翔に力を貸したが、行動を共にする内に翔の亜理沙への一途な想いを知りながらも翔に惹かれていく。ディオニュソス戦最後でディオニュソスの体に入り込み、自爆。
現世名は作中で使われる事はなく、コミックス中書きのキャラ紹介でのみ記載。
ヘスティア
前世では6人兄妹の長女である炎の女神で、ハデスの妹の1人。さばけた口調を始め、クロノス討伐時も前線で戦った男勝りな女性だが、ハデスとポセイドンの追放から覇権争い等の揉め事には一切関与しないスタンスを取る冷静さも持つ。
神代・現世ともベルセフォネー救出の為、珍しく助力を乞うたハデスに応え、オリンポスの聖火を通じてゼウスの結界を通してくれる。神代では処女神であったが現世では結婚し、リリという娘に恵まれている。
工藤 信彦（くどう のぶひこ） / ミノース
声 - 子安武人
翔の忠実な部下の、中学3年生。前世でハデスが冥府を統治してからの片腕で、現世でも命があれば即座に動く。が、その年齢から翔は使う事を躊躇っていたようで、あまり目立った活躍は描写されていない。
サーベル / ケルベロス
天野家の愛犬。ドーベルマン風の容姿で描かれているが、はっきりした犬種は明かされていない。子犬の頃に自力で翔の元へ辿り着いて飼い犬となり、現在はギリシアに海外赴任した翔の両親の元にいるが、翔への忠義心は特に篤く、クロノスに襲われた際には全面に出て翔を庇っている。前世でもハデスの愛犬で、三つの頭を持つ巨大犬であった。ハデスがケルベロスを連れてデメテルを訪ねる途中、幼いベルセフォネーを見付けて吠え掛かったのをきっかけに2人は出逢う。
ガイア
総母神。地球と融合しており、ハデスを一族の長にする積りでいたがレアがそれを曲げてゼウスを長に据えた為、神代は滅んだという。それを歪んだ歴史として忌み嫌い、人間に世界を任せて神代を完結させようとベルセフォネーを中心に神々を人間として復活させた。
後の2以降では、神代でゼウスの支配を無理矢理に終わらせようと、冥府管轄の牢獄―タルタロスの囚人である旧神―グラディオーンを解放して戦を起こしたり、粗野なウラノスを転生の輪から外して暴走を招いたりしている。

#### ハデスの敵対者
泉 圭介（いずみ けいすけ） / ゼウス
声 - 塩沢兼人
有名作曲家。復活の鍵である亜理沙を星座モチーフの作詞コンクールの優勝者として誘き出すも、翔に奪還されてしまう。その後も亜理沙を諦めずに次々と部下を送り込むが人間を見下している為、亜理沙の奪取等の目的の前には一般人の生死は問わない。N県のとある山中にギリシャの神殿―オリンポスを再建しており、そこを根城に人間を滅ぼして神代を復活しようと、暗躍している。
一度は急所を突いてきた鳴海の前に倒れるが、レアの目論見でデュオニュソスを取り込んで完全体として復活、オリンポスに返り咲く。だがその影響で、ブロンドの短髪で目のキツい容姿から色黒の長髪に変化しただけでなく、レアを切り捨てる非情さも得る。
ゼウス時は遙か昔のギリシャで、オリンポスを治めた神。レアの偏愛が元でたった1人別所に隠されて育ち、6人兄妹の末子でありながらハデスやポセイドンを押し退け、全能神となる。ハデス達を陥れたのはレアではあるものの、支配者としての器・能力はきちんと持ち合わせており、完全な言いなりという訳でもない。ゼウスの性格自体はほぼ現代に伝わる神話通りで、姉であったヘラとデメテル以外にも沢山の妻を持つ惚れっぽい好色漢で子沢山、よくヘラの嫉妬心や不安を煽っていた。しかし結局最後にはヘラの元に戻って来るという、実は愛妻家。地上育ちのゼウスはハデス達と会った当時は年上の青年然とした容姿だったが、後にハデス達の成長が追い付き、ほぼ同年代の容姿を保つようになった。
読み切りだった第1話では、亜理沙達の学校の化学教師―鈴木という設定。だが連載化の決定により、現在の設定に変更されて鈴木もゼウスとは別人とされた。
堤 麻弥子（つつみ まやこ） / ヘラ
声 - 榊原良子
妖艶な人気女性歌手。読み切りだった第1話では、平という女生徒としてゼウスである鈴木が手を付けた女生徒達を次々殺害。亜理沙をも殺そうとした事から、翔に返り討ちにされてしまう。その後翔にも不明な方法で蘇り、現世に舞い戻った。何より恐れているのはゼウスの愛を失う事、一番許せないのはゼウスの側に他の女が寄る事、信じられないのはゼウス、という何事もゼウス中心な愛執の鬼。亜理沙には神代の復活以外の価値はないと言うゼウスの言葉にも不信を抱いており、その女心を鳴海に利用され、ゼウスの弱点を教えてしまった事もある。ゼウスの負傷時は、ディオニュソスの支配力が増し過ぎてゼウスの地位が脅かされるのを恐れ、陰ながら翔達を援助していたが、最後までゼウスの側を離れなかった。
祝福の女神としてゼウスの正妻となった、ハデスの妹の1人。時の神殿で幽閉されて育ったもののオリンポス一の美貌を誇り、ゼウスを深く愛していたが嫉妬心に目が眩み、ゼウスの浮気相手達を次々と刃に掛け続けた挙句にベルセフォネーも刺殺してしまう。
後に連載が決まってしまい、作者はヘラを1話目で死亡退場させてしまった事に一番慌てたという。結果ゼウスとは異なり、読み切りの設定の延長線上の再登場となった。
麻宮 利巳（まみや としみ） / ヘルメス
声 - 堀川りょう
ほっそりした17歳の少年。ゼウスの忠実な部下として、前世・現世ともベルセフォネーを手に入れようと様々な策を弄する。ゼウスへの忠誠は堅く、現世でゼウスに再会した際、家族を捨てて仕える道を選んでいる。よってディオニュソスの横暴さもあったが二君に仕えるのを良しとせず、敵でありながら何度も自身を救ってくれた翔への恩義もあって、対ディオニュソスでは翔側で杖の力を貸すなど様々なサポートを行った。その最中、行動を共にしたエリスに惹かれる。
伝令神―ヘルメスであった昔もゼウスの忠臣で、現世同様に口が上手く、デメテルを口実にベルセフォネーを冥府から連れ出してしまう。アポロンとはこの頃からの親友。母―マイアはプロメテウスの一族であったので、プロメテウスも親族として慕う。
レア
声 - 山田栄子
尊大な口調の幼女で、常に古代ローマ風の装束で水晶球を携帯している。現世名は不明で、山中に再興されたオリンポスでヘルメス達部下から「教母様」と呼ばれ傅かれている。ゼウスと神代の復活を企んで亜理沙を狙ったが、亜理沙が復活の鍵として機能する為のベルセフォネーの記憶の封印は、“ハデスがレアを殺す”のを最後の解除条件とされていた。それを知り狼狽するものの、ゼウスがあっさりと殺害を決行するのにレアを捕らえようとした事から、怒りで捕縛を破壊すると10代半ばの少女にまで急成長。能力に耐え得る体となって翔と鳴海に戦いを挑み、敗れる。母としてゼウスだけを溺愛していたかに思われていたが、世界を自分に捧げる道具としてゼウスも見ていただけであり、それを自覚しないまま死に至る。当のゼウスだけが、道具としての愛玩でしかないと見ていた。星を操り、予知能力を持つ。
神代ではハデス達6人兄妹の母で、クロノスの妻である大母神。ゼウスだけを地上で隠し育て、ハデス達5人は愛さずにクロノス討伐にのみ利用した。褒美を与える名目でゼウス・ハデス・ポセイドンと4人になった際、敢えて負傷してハデスとポセイドンに謀反を捏造、追放してゼウスをオリンポスの主神に据えた策士。
ディオニュソス
暗黒神。元々はレアが分離させたゼウスの力の一部で、ゼウスの影とも言うべき存在。残忍で邪悪な性格で、気分によって侍従を惨殺する。ゼウスが鳴海によって瀕死となった事からレアに喚び出され、再興オリンポスの一時的な主となったのを期にゼウスの影から脱しようと、亜理沙を狙うようになる。しかし実は翔達の目を引き付ける囮で再興オリンポスの番犬であり、傷の癒えたゼウスをパワーアップさせる糧でしかなかった。彼の専横を危惧したヘラにより、対ディオニュソスでは翔達にエリスとヘルメスが助力。エリスの自爆で倒され、人格を失ったディオニュソスの力はゼウスに戻り、ゼウスを完全なものとした。
松本 小夜子（まつもと さよこ） / ヘカーテ
フィギュアスケートの有力選手。ハデスを追い求め、かつての部下2人を引き連れて翔達の通う聖和学園に転校して来る。再びヘルメスの言葉に乗せられてハデスを引き留めようとするが拒否される。ハデスをゼウスから逃す為に重傷の身で力を使い、死亡。氷を操る事が出来る。
前世ではハデスの腹心であった死と氷の女神―ヘカーテ。クロノス討伐戦でハデスに付き従って以来慕っており、オリンポスを追われた際にも共に冥府へ下った。ハデスを愛し、デメテルを忘れるのを静かに待っていたが、ベルセフォネーの登場で最期までハデスに受け入れられる事はなかった。その為、ヘルメスに唆されてベルセフォネー誘拐時にタルタロスの妖魔達を解放し、追跡しようとしたハデスを妨害した上に怪我を負わせてしまう。
須賀 聖（すが あきら） / アレス
カメラマンとして活動しているが、前世同様粗暴な性格で、周囲から恐れられている。亜理沙強奪の為にヘラがアレスを頼る内、女性としてヘラを愛するようになるが、ゼウスしか見えないヘラに想いは受け入れられなかった。ヘラを守ろうと自分を鍛え、能力的にも精神的にも成長した結果、ヘラを悲しませないようにとアポロンの剣からゼウスを守って斃れ、号泣するヘラの胸で息絶える。またエリスにも思い入れがあったようで、その死をヘルメスから知らされた際にはヘラが「N県にいるらしい」と再興オリンポスの場所を教えた。
前世ではゼウスとヘラの子の1人で、エリスとは兄妹の軍神。アポロンとはタイプの違う、残虐で直情径行・短絡的な問題児。ゼウスには疎まれたがヘラは殊の外アレスを可愛がった為、ヘラだけは慕っており、アポロンには現世に至るまでマザコンと揶揄されていた。
アテナ
ヘルメス同様、ゼウスの忠臣の少女。ギリシアでハデスを捕らえ再興オリンポスに連行するが、それは翔によるオリンポス潜入の策略だった。屈辱を感じた彼女はウェーブヘアの髪を短く切り、再戦を挑む。応戦したアポロンとアルテミスのタッグの前に倒されるが最期の力を振り絞り、亜理沙に憑依して操ろうとしたものの、ハデスを思う感情の重さに耐え切れず身体を追い出される。亜理沙の想いを聞き、敗北を素直に認めて消滅する。
前世でもゼウスに忠実な、戦いの女神。ポルピュリオン軍との戦いでの活躍が描かれる等、女ながらに常に戦いの最前線に立つ武将。元はアルテミスの敬愛する上司であった。
遠矢 司、悟（とおや つかさ、さとる） / ナルシス
聖和学園内で急に注目されるようになった、美青年。それまで地味だった司だが実は双子で、6歳で離れて育った悟と学園内で入れ替わりながら過ごすようになり、悟のお陰で女子に持て囃されるようになっていた。しかし女性教師―児玉に入れ替わりを知られ、関係を強要された事で悟は児玉を殺害。更に悟は翔にもその魔手を伸ばした為に逆にプールに落とされた上、児玉の幻覚を見せられ溺死する。正気を失った司は水面に映る自分に恋した前世と同じように、浮かぶ悟の遺体へ愛を語り掛ける。
児玉（こだま） / エコー
聖和学園の女性教師。スタイルは良いがやや派手で、脅迫した司から返り討ちに遭い、密会していたプールで溺死させられてしまう。自分達の前世も思い出さない内に殺されてしまったが、前世でもナルシスに袖にされたのが元で死亡し、またナルシスの不幸の原因でもあった。
水絵（みずえ） / メドゥサ
新たに赴任して来た、聖和学園の美人英語教師。ディオニュソスに美しい外見で復活させて貰ったのと引き換えに亜理沙を襲い、呪いで精神を石化させてしまう。かつての因縁からアテネを憎んでおり、結局ディオニュソスも裏切って石化の術を掛けようとするが効かなかった。
アイアリス
ヘラの部下。毒と毒グモを扱う。ゆりえに重傷を負わされた翔と見舞っていた亜理沙を狙うが、駆け付けたアポロンの放った光により、目を灼かれて撃退された。その後もヘラに仕え、毒の調合等をしている模様。ディオニュソスとの戦いでは、ヘルメスの依頼で猛毒を調合した。
アリスタイオス
ヘルメスの先輩で、その手引きにより聖和学園の創立祭でエウリュディケ―北岡 水穂と再会。ステージ上のミキサー室で再び迫るが、目の前で水穂が身投げしてしまい、想いが叶う事はなかった。前世でもエウリュディケを愛してストーカー的に迫り追い詰めた末、目の前で自害されている。

#### その他
香月 ゆりえ（こうづき ゆりえ） / デメテル
声 - 玉川紗己子
亜理沙の叔母で、沙織の妹の風景写真家。前世での経験とガイアから託された使命により、ベルセフォネーの魂に三重の封印を掛けて亜理沙の覚醒を止めている。その為にベルセフォネー時代の記憶やゼウスから亜理沙を遠ざけたい、現世の生活だけをさせたいと思う事なかれ主義な面があり、盲目的な愛情で亜理沙を守ろうとする。亜理沙を幼少時から可愛がっていた事から覚醒はかなり昔の段階だったと思われるが、前述の事から自身の前世はひた隠しにしている。結果、デメテルである事に早々に気付いた輝の悪戯を真に受けて翔を害したり、無理に沙織を説得して亜理沙を庇護下に置く等、事態を混迷させる事もあった。年齢差もあるだろうが、死に際のハデスの想いからか翔への恋心は皆無な上に信用もしておらず、亜理沙第一に終始している。
大地の女神―デメテルとして時の神殿で育ち、クロノス討伐時は兄のハデスと恋仲であった。が。レア達にハデスがオリンポスを追放された際は、自身の身分や世界への愛着からハデスと離れて地上に残る事を決意。しかしそれにより強引にゼウスの物にされてしまい、誕生したベルセフォネーだけを生き甲斐に時々のハデスの訪問を受ける生活であった。ゼウスがベルセフォネーを狙い出した折は、その意図が分からないながらもベルセフォネーの気持ちを優先し、ハデスにベルセフォネーを託す。土や石・植物を操り、地震を起こしたりする能力を持つ。
森山 遥子（もりやま ようこ） / アンフィトリテ
小さな水族館の、イルカ調教師の女性。当然のように自分を傍に置こうとする鳴海の求愛を断り、現世では新しい生き方を目指す。それはポセイドンを愛していたが故に、戦いに赴く彼を案じる心痛やそれを止められない無力さに耐えられないからであった。しかしハデスによるレア抹殺の封印に逆上したレアに捕らえられ、鳴海と翔を戦わせる人質にされてしまう。泣く泣く戦う翔に敗れて海中に沈み行く鳴海を、閉じ込められていた水晶球を自力で破壊して救うと、命を使い果たした。
前世でのポセイドンの妻―アンフィトリテ。欲のない女神で、恨みと支配欲に眩んでゼウスへ挑むのに夢中だったポセイドンを案じ、いつも哀しく送り出していた。しかしそんな上昇志向や勝気さも含め、ポセイドンを愛してもいた。
松野尾 多季景（まつのお たきかげ） / プロメテウス
山奥の小さな診療所の医師。亜理沙なくしてゼウスの野望は達成出来ない、世界の平和に比べれば1人の人間の命の犠牲はやむなし、という為政者らしい考えを有していた事で、偶然を装って誘い出した亜理沙を薬で永遠の仮死状態にしてしまう。しかしそれが翔の絶望＝強大な力の暴走を招いてしまった事で、世界の破滅の片鱗と『ゼウスに対抗し得るのはベルセフォネーとハデスだけである』という未来を予見。亜理沙の仮死状態を肩代わりして、眠りに就く。
前世ではハデス達を育てたクリュメネーの息子。またマイアの一族の長であった事から大叔父として、ヘルメスにも慕われていた。クロノス討伐の折には、ハデス達に与して参戦。ゼウスの治世下では人間に火を与える事を求め、ポルピュリオンと組んで反乱を起こすが敗北、ゼウスの器の大きさを認める。結局火を盗み出して人間に与えた為、拷問に掛けられた。クリュメネーに瓜二つの柔和な顔立ちに反して、どんな困難にもめげずに進む信念の強さ、必ず目的を達成する粘り強さ、その為なら手段・人を選ばない辣腕さを併せ持つ。
沖野 明夜（おきの めいや） / アルテミス
亜理沙がスキー場でぶつかった、ポニーテールの少女。多季景への愛情と主張に賛同した事から、亜理沙の同級生達に術を掛けて診療所近くのスキー場へ旅行に来るよう仕向けた。亜理沙1人を心配する素振りで多季景の元へ連れ出し、永遠の仮死状態に陥らせる。前世では見ているだけだったプロメテウスへの恋心に現世では忠実になると決めていた事から、亜理沙を喪った翔の想いの深さに感銘を受ける。それにより亜理沙の薬の肩代わりを申し出たものの、多季景が仮死状態を受け持った為にショックで身を隠していたが、多季景の意思を引き継いでゼウスの野望を砕こうと翔達へ加勢。アポロンと再び手を取り、最終決戦にも臨む。
前世ではアポロンの双子の妹で、月と狩猟の女神。愛らしい容姿ながらもアテナの元、戦いにも颯爽と赴いた弓の名手。オリンポス神殿で一度相見えただけのプロメテウスに惹かれながらも、互いの立場からそれ以上接触する事はなかった。
緒方 真樹（おがた まさき） / オルフェウス
フォークソング部、期待の星。互いの前世を知りながらも、北岡 水穂と今度こそ幸せになろうと誓い合っていた。だが聖和学園の創立祭当日、真樹のギター演奏中に現れたアリスタイオスから逃げようとした水穂がミキサー室から投身、演奏終了直後であったステージ上の真樹のまさに目前に落下する。遺体に取り縋る真樹の元へ駆け付けた翔に、前世のように水穂を蘇らせてほしいと懇願するが、転生によりもう翔には冥府に干渉が出来ないと聞かされると、散らばっていたガラスの破片で首を掻き切って後追い自殺してしまう。その凄絶な死は『運命は変えられない』『ベルセフォネーは結局ゼウスの元に引き出される』と翔に見せ付ける、麻宮の企みだった。
前世でも竪琴の名手であったオルフェウスはその腕前でハデス達の同情を買い、先立った妻―エウリュディケを条件付きで冥府から連れ出す事を許されたが、あと一歩の所で失敗している。
北岡 水穂（きたおか みずほ） / エウリュディケ
亜理沙の友人の1人で、真樹の恋人。創立祭の真樹の演奏をミキサー室から眺めていたものの、麻宮に連れられて現れたアリスタイオスの生まれ変わりの青年に再び迫られ、死を覚悟して身を投げた。前世のエウリュディケもやはり夫―オルフェウスに操を立て、アリスタイオスに汚されまいと毒蛇に噛まれる自刃を選んでいる。
真喜子（まきこ） / セイレーン
歌手の卵で、ポセイドンの部下。上高地にある鳴海の別荘へゼウスを誘い出すが、惨殺されてしまう。

#### 番外編のみ
クロノス
レアの夫で、ハデス達6人兄妹の父。自身の父神―ウラノスを殺害した際に掛けられた“お前も自らの子に殺される”という呪いに怯え、レアが隠していたゼウスを除くハデス達5人兄妹を時の神殿に幽閉し、成長を止めさせていた。兄妹が好奇心から神殿を出ようとした事に激怒して殺害しようとするが、決起したハデス達の軍勢に追い詰められ、最期は寝所を急襲したハデスに殺される。
短髪の青年として現世に転生して未覚醒の翔を襲ったが、逆にハデスとしての覚醒を促してしまい、翔に返り討ちにされる。
クリュメネー
ハデス、ヘスティア、ヘラ、デメテル、ポセイドンら兄妹の5人が時の神殿に幽閉されていた時の世話係で、プロメテウスの母。赤ん坊の頃から育てる内にハデス達へ情が移り、神殿脱出時に迫ったクロノスの魔の手から兄妹を逃そうと最期には命を賭す。
ポルピュリオン
神代にゼウスと争った反乱軍の長で、クロノス軍の残党。ゼウスとプロメテウスが戦っている内にゼウスを不意打ちしようとして、逆に討たれる。最後の力を使って山津波を起こし、その場に居た者を道連れにしようと計るが、それもゼウスに阻止される。

### 現代の関係者
佐倉 沙織（さくら さおり）
亜理沙の母で、ゆりえの姉。高名な占星術師。一人娘である『亜理沙』の名を、亜理沙の星座である牡羊座（Aries（アリーズ））をもじって付けた。亜理沙達の前世については知らないが、占いで亜理沙の運命が揺れ動いている事を悟り、ゆりえを信じて亜理沙を託すと見守る事に徹している。夫とは死別しており、母子家庭。
島田（しまだ）
翔の中学時代の同級生の女生徒。ベルセフォネーに似た面差しと翔への好意から、前世について未覚醒だった翔の記憶を刺激する。クロノスの生まれ変わりの男性による襲撃に巻き込まれた島田の救助をきっかけに、翔はハデスとしての記憶と能力を覚醒させ、クロノスを撃退した。
奈緒子（なおこ）
亜理沙が聖和学園中等科からの親友。星座宮クラブにも所属している。

## その他メディア
- OVA　アリーズ〜神話の星座宮〜
- CD　ARIES（オリジナルイメージアルバム）
- CD　アリーズ II（オリジナルイメージアルバム）
- CD　アリーズ 永遠の約束（アリーズメモリアルアルバム）
- CD　Voice Fantasy アリーズ（ドラマCD）